# László Rátz

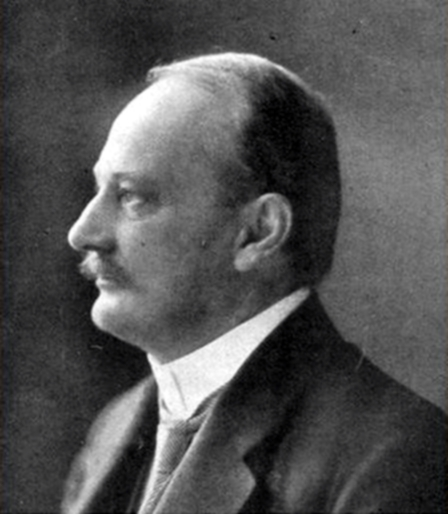
László Rátz.

László Rátz, född 9 april 1863 i Sopron i Ungern, död 30 september 1930 i Budapest, var en ungersk matematiklärare vid det lutherska gymnasiet vid Városligeti fasor 17-21 i centrala Budapest i, det berömda Budapest-Fasori Evangélikus Gimnázium (Fasori Gimnázium), där han tjänstgjorde mellan 1890 och 1925.
László Rátz är känd för att ha haft elever som matematikern John von Neumann och nobelpristagaren Eugene Wigner.

## Bildgalleri

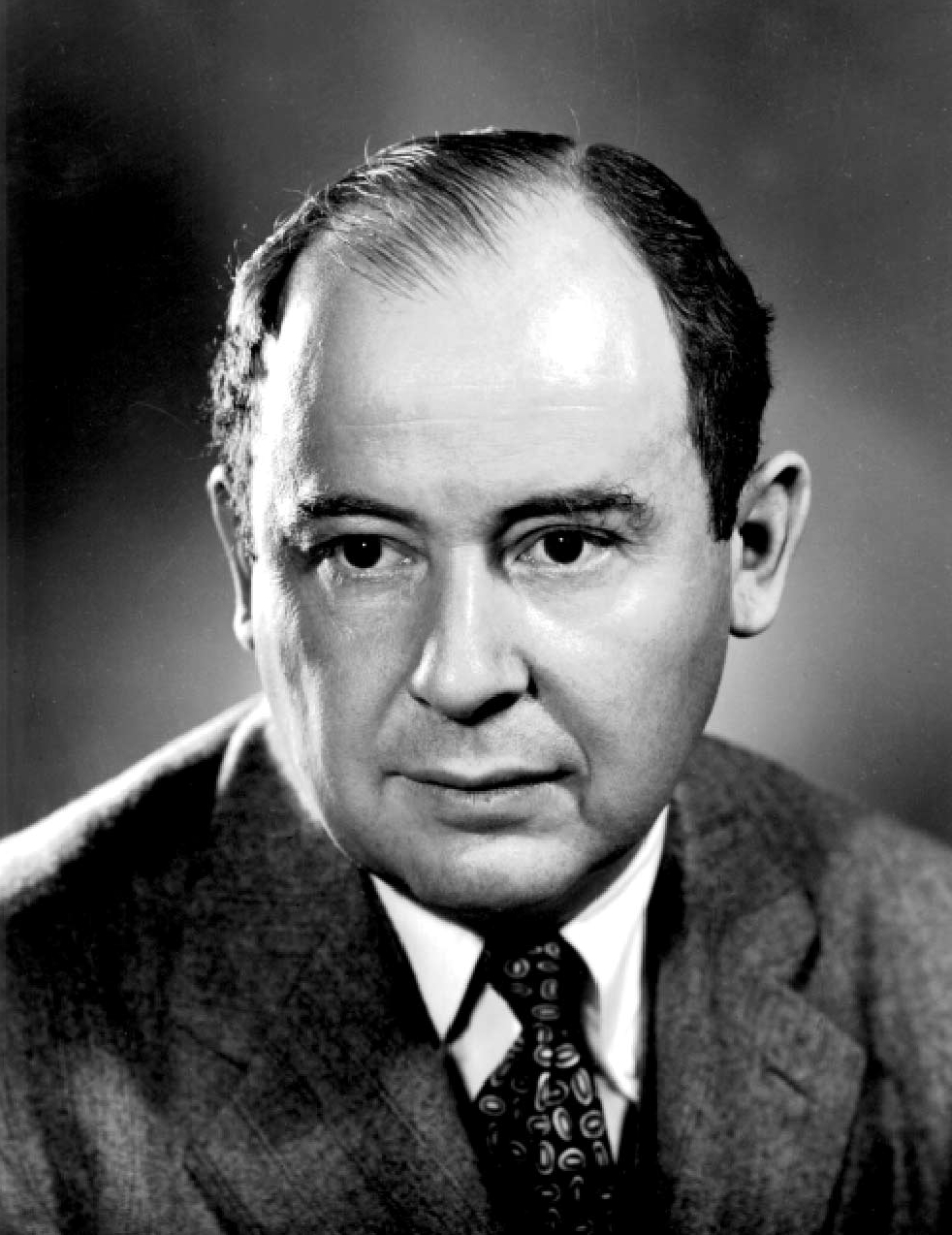
John von Neumann (1903-1957).
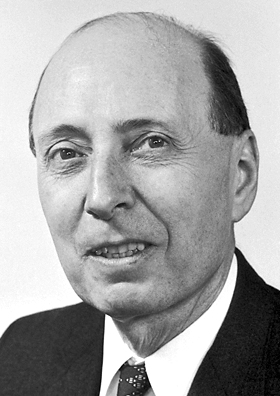
Eugene Wigner (1902-1995).
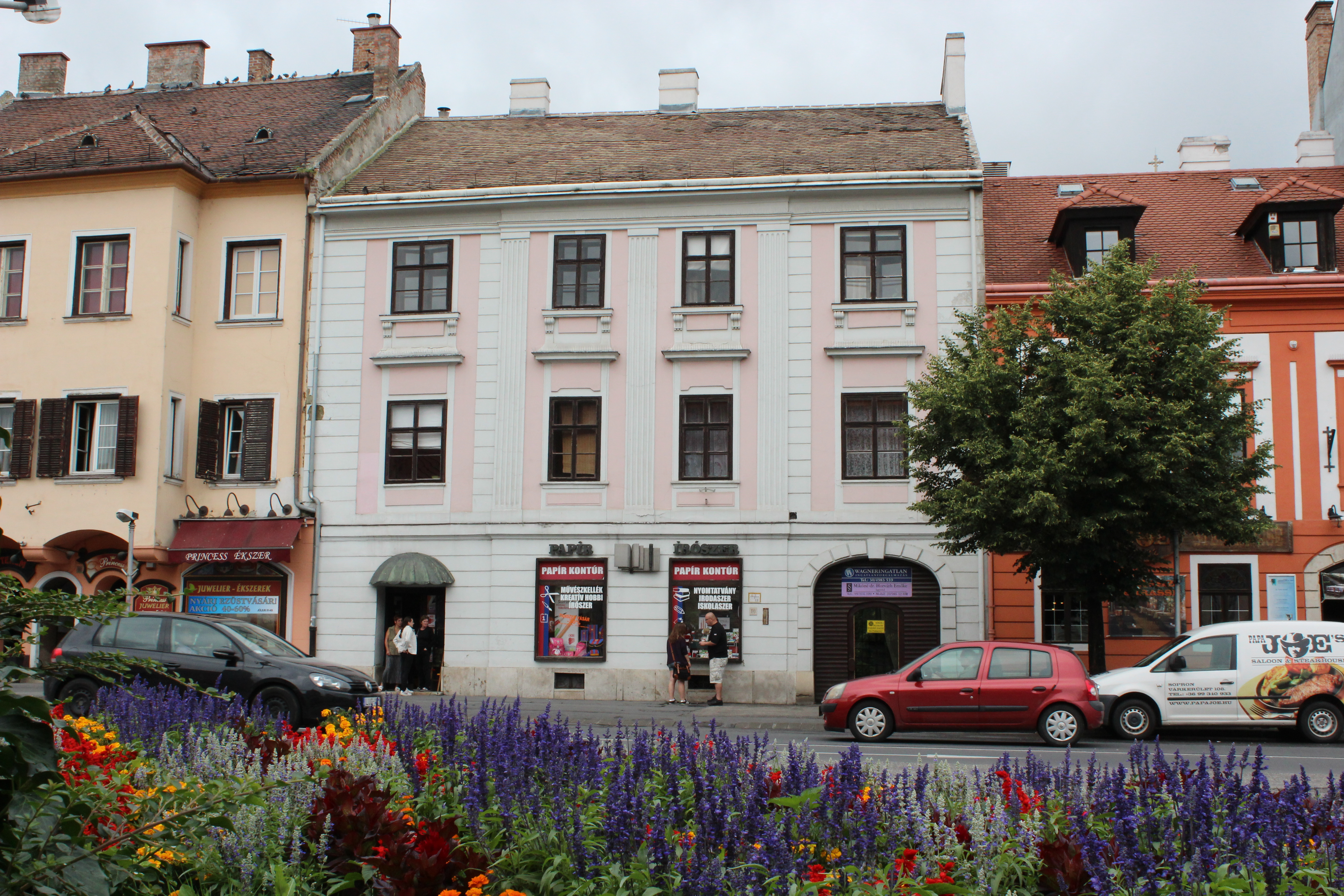
László Rátz födelsehus i Sopron, Ungern.
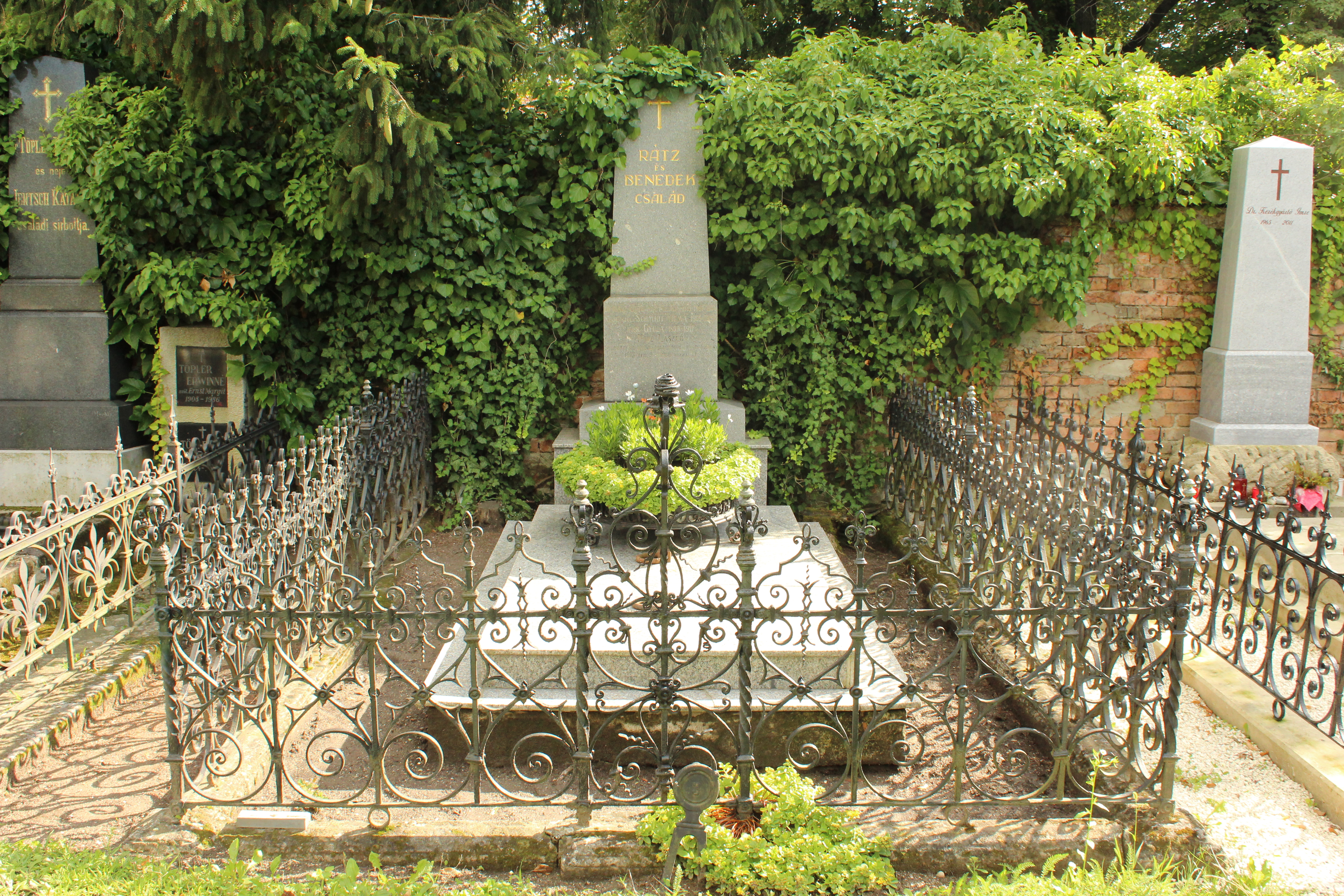
László Rátz grav i Sopron, Ungern
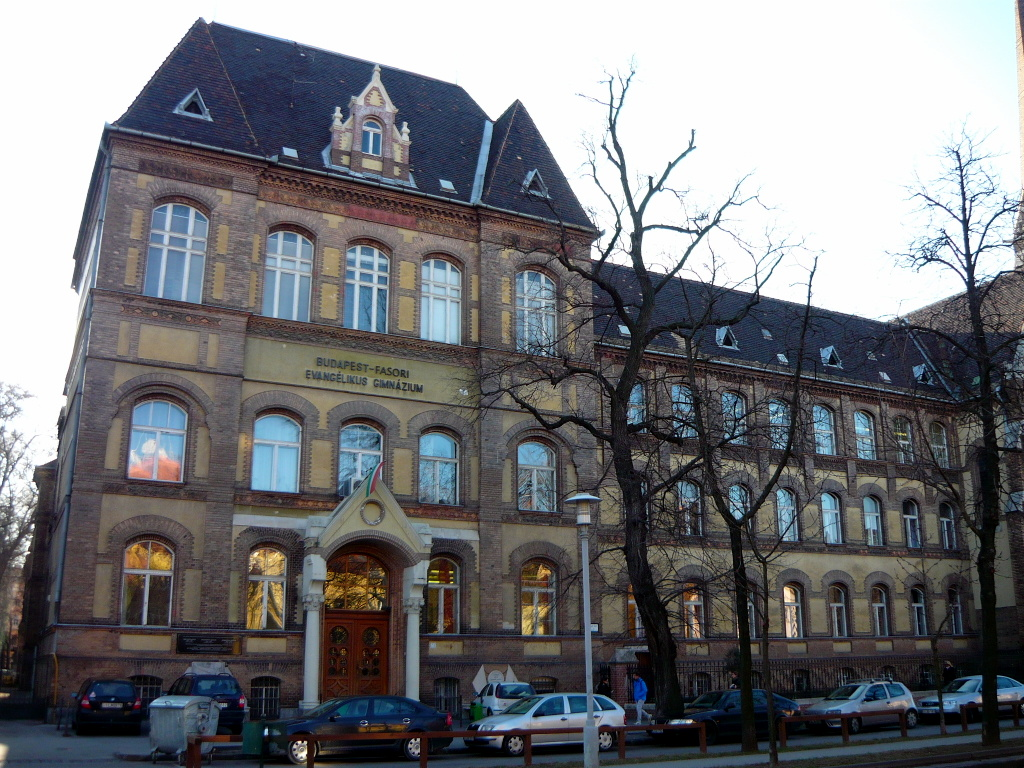
Budapest-Fasori Evangélikus Gimnázium, Városligeti Fasor 17-21, Budapest.

## Biografi

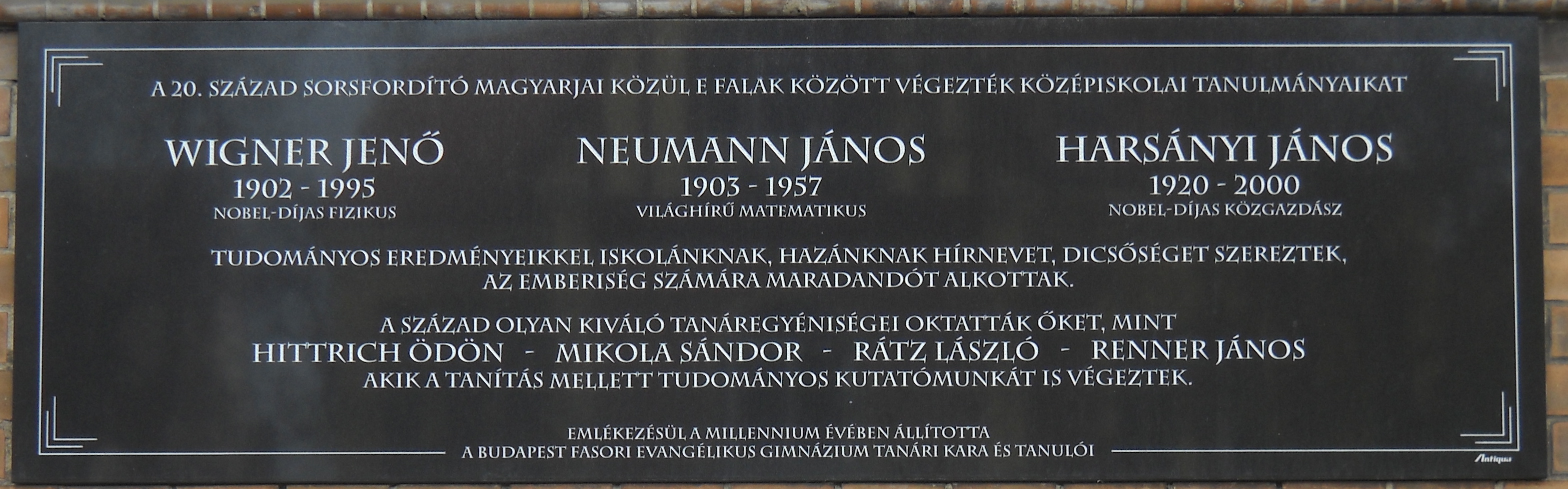
Budapest-Fasori Evangélikus Gimnázium.
Minnestavla över Jenő Wigner (1902-1995), János Neumann (1903-1957) och János Harsányi (1920-2000), Budapest District VII, Városligeti Alley No 17-21. Även med namnen på fyra av lärarna vid Fasori Gimnázium, Ödön Hittrich, Sándor Mikola, László Ratz och János Renner finns med på minnesplaketten.

László Rátz föddes den 9 april 1863 i Sopron,  en stad i Ungern på österrikiska gränsen, nära sjön Neusiedlersjön (på ungerska Fertő-tótö). Hans far, Agost Ratz, var köpman och järnhandlare och hans mor var Emma Töpler. Han utexaminerades från det lutherska läroverket i Sopron 1882.
Rátz var student i det ungerska kungliga läroverket, "Főreáliskola i Sopron" mellan 1875 och 1880, nu Széchenyi István Gimnázium (Sopron). Åren 1880-1882 studerade han vid Soprons lutherska högskola och tog examen där 1882. Från 1883 till 1887 var han en student vid universitetet i Budapest, Eötvös Loránduniversitetet.
Sedan studerade han vetenskap vid Eötvös Loránduniversitetet i Budapest från 1883 till 1887. Eötvös Loránduniversitetet (Eötvös Loránd Tudományegyetem) är det största universitetet i Ungern beläget i huvudstaden Budapest, vanligtvis kallat ELTE. Rátz studerade på Vetenskapsakademin vid universitet fram till 1887. Han studerade också filosofi på Humboldt-Universität zu Berlin, Berlins universitet, mellan den 4 oktober 1887 och den 7 augusti 1888 och naturvetenskap vid Strasbourgs universitet, ett franskt statligt universitet beläget i Strasbourg, Alsace, Frankrike, från den 31 oktober 1888. Han arbetade som praktiserande lärare i högstadieskolan i Budapest vid vetenskapliga universitet från september 1889. Han avlade sin akademiska universitetsexamen, då han specialiserat sig i matematik och fysik den 28 november 1890.
Från 1890 var han matematiklärare (professor) vid Budapest-Fasori Evangélikus Gimnázium, en tysktalande luthersk högstadieskola och gymnasium vid Városligeti fasor 17-21 i Budapest. Första tiden (1890-1892) var han anställd från den 1 september 1890 som lärarvikarie. Därefter blev han ordinarie lärare (1892-1925) från den 1 september 1892 fram ända till 1925 på Budapest-Fasori Lutheran Gymnasium (Fasori Gimnázium).
Senare utnämndes han till rektor på Fasori Gimnázium från 1909 och var dess rektor fram till 1914. En av hans efterträdare var Sándor Mikola (1871-1945), som var rektor för Fasori Gimnázium under åren 1928-1935.
Under åren 1912-1921 var några av eleverna de som sedermera blev utmärkta matematiker, läkare och kemister. Fysikern Eugene Wigner (Jenő Wigner) (1902-1995) och matematikern och polymaten ("efter att ha lärt sig mycket") John von Neumann (János Neumann ) (1903-1957) undervisades av László Rátz.
Då Eugene Wigner var 11 år gammal utvecklade han ett intresse för matematiska problem. Han började i Fasori Gimnázium år 1912. Wigner och John von Neumann var skolkamrater och de båda studerade samtidigt vid Fasori Evangélikus Gimnázium från 1915 till 1919. Där gynnades de båda av undervisningen av matematikläraren László Ratz. Wigner, som forskade vid Princeton University delade senare Nobelpriset i fysik 1963 med Maria Goeppert-Mayer. Han tilldelades nobelpriset "för sitt bidrag till teorin om den atomkärnan och elementarpartiklar, särskilt genom upptäckten och tillämpningen av grundläggande symmetri principer", för kvantgruppteorin och skalmodellen inom kärnfysik. Han var verksam vid Princeton University i New Jersey. Den andra halvan av priset delades mellan Maria Goeppert-Mayer från USA och J. Hans D. Jensen från dåvarande Västtyskland. Bland alumni, före detta studenter, och forskare från Princeton University märks bland annat 29 nobelpristagare.
John von Neumann började i det tyskspråkiga lutherska gymnasiet Fasori Evangélikus Gimnázium i Budapest 1911, då han var 8 år gammal. Neumanns far insisterade att sonen skulle gå i skolan på rätt klassnivå för sin ålder, men han gick med på att anställa privata handledare som László Rátz för att ge sonen avancerad undervisning i de områden där han visade kunskapsbehov och stor lämplighet. Vid 15 års ålder började von Neumann även studera avancerad kalkyl under den välkända analytikern och matematikern Gábor Szegő (1895-1985). Vid deras första möte blev Gábor Szegő så förbluffad över pojkens matematiska talang att han föll i tårar. Gábor Szegö besökte därpå von Neumanns hus två gånger i veckan för att undervisa detta underbarn. Några av von Neumanns omedelbara lösningar på kalkylproblemwn gjordes av Szegő. En skiss med faderns brevpapper finns fortfarande att beskåda på von Neumann arkiv i Budapest. Vid 19 års ålder hade von Neumann publicerat två stora matematiska uppsatser, varav det andra gav den moderna definitionen av ordningstal gavs i den andra uppsatsen, vilken ersatte Georg Cantor (1845-1918), mängdlärans grundare, definition. Szegő blev därefter von Neumanns privatlärare.
Efter det att László Rátz hade gått i pension studerade ekonomen John Harsányi (1920-2000) vid Fasori Gimnázium. Harsányi (ungersk namnform Harsányi Jenö) var ungersk-amerikansk ekonom som mottog Sveriges Riksbanks pris i ekonomisk vetenskap till Alfred Nobels minne år 1994. Han mottog priset tillsammans med John Forbes Nash (född 1928) och Reinhard Selten (född 1930) för sin analys av jämviktsförhållanden inom spelteori. Harsányis arbete fokuserade främst på spel baserade på imperfekt information, det vill säga scenarion i vilka spelare inte har fullständig information om varandras målsättningar. Filmen A Beautiful Mind är baserad på John Forbes Nashs liv.
László Ratz avled den 30 september 1930 i Grünwald Sanatorium, ett vårdhem i Budapest.

## Källa
1. ↑  Sopron på tyska språket heter  Ödenburg, på kroatiska språket heter Sopron  Sopron , på latin heter Sopron Scarbantia.
2. ↑  Mathematicalworld, John von Neumann.

Denna artikel bygger till stora delar på den engelska versionen av László Rátz.